# Les mots et les choses
Les mots et les choses, på svenska inofficiellt Orden och tingen eller Tingens ordning, är en essäbok av den franske filosofen Michel Foucault, utgiven 1966. Undertiteln är Une archéologie des sciences humaines (En humanvetenskapernas arkeologi). Boken har inte översatts till svenska.

## Episteme
I boken söker Foucault efter ursprunget till humanvetenskaperna, i synnerhet psykologi och sociologi. Boken inleds med en diskussion om Diego Velázquez målning Las Meninas från 1656. Foucault undersöker konstverkets intrikata arrangemang av det uppenbara och det dolda. Därefter kommer författaren till bokens huvudsyfte: att försöka utröna vid vilket tillfälle i den västerländska kulturen som människan framstod som objekt för ett vetande. Foucault menar, att alla perioder i historien har haft sina särskilda epistemologiska antaganden, en typ av raster som gör en vetenskaplig diskurs möjlig. Författaren kallar detta för ”historiskt à priori” och betecknar det med episteme (av grekiskans ἐπιστήμη, ”kunskap” eller ”vetenskap”).
Foucault hävdar, att villkoren för episteme förändras över tid och visar detta genom att analysera det han benämner den ”klassiska” och den ”moderna” perioden. Han exemplifierar förändringen genom tre kunskapsområden.
- Människan som talar: från allmän grammatik till filologi
- Människan som arbetar: från analys av rikedom till ekonomi
- Människan som lever: från naturhistoria till biologi

Foucault menar, att det är ur denna genomgripande förändring av episteme som humanvetenskaperna föds.

## Influenser
Jean Piaget jämför Foucaults episteme-begrepp med Thomas Kuhns idé om paradigm.